# Rubén Pagnanini
Rubén Oscar Pagnanini (nacido el 31 de enero de 1949 en San Nicolás de los Arroyos, Provincia de Buenos Aires) es un exfutbolista argentino que jugaba de lateral derecho. Fue parte del plantel de Argentina que ganó la Copa Mundial del año 1978, aunque no jugó durante el torneo. 
Debutó en 1968 en Estudiantes de La Plata, integrando el equipo alternativo de Osvaldo Zubeldía, mientras la alineación titular jugaba la Copa Libertadores. En el conjunto platense integró los planteles que obtuvieron las Copas Libertadores de 1969 y 1970. En total jugó 329 partidos y marcó 22 goles con esa camiseta.  En 1977 fue transferido a Independiente, donde ganó dos campeonatos locales, el Nacional de 1977 y el Nacional de 1978. En 1980 cerró su carrera jugando para Argentinos Juniors.
En total, jugó 401 partidos por torneos locales, marcando 24 goles.

## Clubes
| Club                    | País           | Año       |
| ----------------------- | -------------- | --------- |
| Estudiantes de La Plata | Argentina      | 1968-1977 |
| Independiente           | Argentina      | 1977-1979 |
| Argentinos Juniors      | Argentina      | 1980      |
| Minnesota Kicks         | Estados Unidos | 1981      |

## Palmarés

### Campeonatos nacionales
| Título           | Club          | Sede       | Año    |
| ---------------- | ------------- | ---------- | ------ |
| Primera División | Independiente | Córdoba    | N-1977 |
| Primera División | Independiente | Avellaneda | N-1978 |

### Campeonatos internacionales
| Título                       | Club        | Sede       | Año  |
| ---------------------------- | ----------- | ---------- | ---- |
| Copa Libertadores de América | Estudiantes | Montevideo | 1968 |
| Copa Intercontinental        | Estudiantes | Manchester | 1968 |
| Copa Interamericana          | Estudiantes | Montevideo | 1969 |
| Copa Libertadores de América | Estudiantes | La Plata   | 1969 |
| Copa Libertadores de América | Estudiantes | Montevideo | 1970 |

| Título                  | Selección | Sede         | Año  |
| ----------------------- | --------- | ------------ | ---- |
| Copa Mundial de la FIFA | Argentina | Buenos Aires | 1978 |